# El regreso (película de 2013)
El regreso es una película venezolana de documental del año 2013 dirigida por Patricia Ortega. Primer largometraje zuliano de documental de este milenio. Se estrenó en la red de salas de cine comunitario de Venezuela y la comunidad Wayuu frontera con Colombia.

## Sinopsis
Un grupo armado quiebra la tranquilidad de quienes habitan en la Bahía Portete de la Alta Guajira Colombiana. En medio de aquel horror y sangre, las mujeres arriesgan sus vidas para ayudar a escapar sus hijos. Shuliwala, una niña de tan solo 10 años, logra huir hasta una ciudad fronteriza. Pero una vez que se encuentra en ese territorio extraño, deberá ingeniársela para poder sobrevivir y no perder la esperanza de volver a su hogar.

## Reparto
•	Shüliwala	Daniela González
•	Bárbara	Sofía Espinoza
•	Nereida	Gloria Jusayú
•	Wattakuolu	Dorila Echeto
•	Dorila 	María Echeto
•	Juan    	Laureano Olivares
•	María  	Jessica González
•	Meche	Lilia González
•	José     	Aranaga Epiayú
•	Macunta	Adalberto Morales
•	Yonna 	Clara Prieto
•	Nisia   	Edelmira Hernández
•	Wala    	Ángela Fernández
•	Marcos	Salvador Villegas
•	Luis	              Segundo Bracho
•	Caracortá	Antonio Villasmil
•	Mechas	Jesús Muñoz
•	Parapeto	Andrés Barrios
•	Pérez  	Leonardo Isea
•	El gordo	José Antonio Toledano
•	Rodolfo	Gilberto González
•	Queta  	Enrico Trabucchi

## Rodaje
La filmación se realizó entre la población de Quisiro, municipio Miranda y Maracaibo, Zulia. Locaciones de la ciudad marabina sirvieron como escenario para el filme, lugares entre los que destacan el mercado Las Pulgas, el Centro Comercial Las Playitas, La Cañada Morillo, El Callejón de Los Pobres y las inmediaciones de la Plaza Bolívar.

## Análisis

### Temática e influencias
Relata la Masacre de Bahía Portete ocurrida en la Guajira colombiana el 16 de abril de 2004. En la cual un comando de paramilitares irrumpió en un campamento wuayuu asesinando personas, algunos cuerpos fueron encontrados y otros desaparecidos; provocando el desplazamiento contra su voluntad de unas 600 personas que se refugiaron en Zulia, Venezuela
“Se optó por hacer una película de documental con episodios dramatizados, para proteger la identidad de los afectados que aún se encuentran en la lucha por recuperar su territorio,” aclara Patricia Ortega y agrega.

## Promoción y estreno

### Premios y nominaciones
| Premio                                                | Categoría              | Nominado(s)            | Resultado   |
| ----------------------------------------------------- | ---------------------- | ---------------------- | ----------- |
| Festival Entre Largos y Cortos de Oriente (ELCO) 2013 | Mejor Documental       | Patricia Ortega        | Ganadora    |
| Festival Entre Largos y Cortos de Oriente (ELCO) 2013 | Dirección de Arte      | María Gabriela Vílchez | Ganadora    |
| Festival Entre Largos y Cortos de Oriente (ELCO) 2013 | Mejor Fotografía       | Mauricio Siso          | Ganadora    |
| Festival Entre Largos y Cortos de Oriente (ELCO) 2013 | Mejor Actriz principal | Daniela González       | Ganadora    |
| San Diego Latino Film Festival 2014                   |                        |                        | Concursante |
| International Women in Film (Vancouver) 2014          | Mejor Cinematografía   | Mauricio Siso          | Ganadora    |

Festival de Cine Latinoamericano y Caribeño 2014 || Pelícano de Oro al Mejor Largometraje de Documental International

### Críticas
El regreso muestra parte de la cultura wuayuu durante el inicio de la cinta, posteriormente durante el desenlace se adueña de la pantalla el personaje principal con las vivencias de la transición entre la huida, la supervivencia y la travesía de volver a casa.
Destaca con particularidad que la mayoría del lenguaje utilizado en la trama es indígena, como referencia real del pueblo wayuú